# Lepanthes alticola
Lepanthes alticola är en orkidéart som beskrevs av Charles Schweinfurth. Lepanthes alticola ingår i släktet Lepanthes och familjen orkidéer. Inga underarter finns listade i Catalogue of Life.